# Akademia wampirów (film)
Akademia wampirów (ang.: Vampire Academy) – amerykańsko-brytyjski film akcji fantasy z 2014 roku w reżyserii Marka Watersa. Scenariusz powstał na podstawie 1. części cyklu powieści Richelle Mead pt.: „Akademia wampirów”.

## Obsada
- Zoey Deutch jako Rosemarie „Rose” Hathaway
- Lucy Fry jako Vassilisa „Lissa” Dragomir
- Danila Kozlovsky jako Dymitri Belikov
- Gabriel Byrne jako Victor Daszkov
- Dominic Sherwood jako Christian Ozera
- Olga Kurylenko jako Ellen Kirova
- Sarah Hyland jako Natalie Daszkov
- Cameron Monaghan jako Mason Ashford
- Sami Gayle jako Mia Rinaldi
- Ashley Charles jako Jesse Zeklos
- Claire Foy jako Sonya Karp
- Joely Richardson jako Królowa Tatiana Iwaszkov
- Edward Holcroft jako Aaron Drozdov
- Chris Mason jako Ray Sarcozy
- Ben Peel jako Spiridon
- Harry Bradshaw jako Bruno (przyjaciel Mii)
- Shelley Longworth jako Norrine (karmicielka)
- Elizabeth Conboy jako Rhea Dragomir
- Bronte Terrell jako Camilla Conta
- Dominique Tipper jako Gabriella/Alberta Petrov

i inni.